# Castrul roman de la Grădiștea de Munte
Castrul roman se găsește pe teritoriul localității Grădiștea de Munte, județul Hunedoara, Transilvania, în locul numit "Muncelu".